# دیمیترو یاکوونکو (بازیکن فوتبال)
دیمیترو یاکوونکو (اوکراینی: Дмитро Олександрович Яковенко؛ زادهٔ ۶ مهٔ ۱۹۷۱) بازیکن فوتبال اهل اتحاد جماهیر شوروی سوسیالیستی است.
از باشگاه‌هایی که در آن بازی کرده‌است می‌توان به باشگاه فوتبال کریفباس کریفیی ریه، باشگاه فوتبال زسکا مسکو، باشگاه فوتبال کاماز نابرژنیه چلنی، باشگاه فوتبال دنیپرو، باشگاه فوتبال آتیراو، باشگاه فوتبال ژمچوژینا-سوچی، و باشگاه فوتبال ساترن رامنسکویه اشاره کرد.
وی همچنین در تیم ملی فوتبال اوکراین بازی کرده‌است.